# Максимов, Евгений Николаевич (египтолог)
Евге́ний Никола́евич Макси́мов (7 марта 1935, Москва, СССР — 20 мая 1976, Москва, СССР) — египтолог, специалист в области древнеегипетского языка, литературы и религии.

## Биография
Родился в Москве, в семье юриста. После средней школы поступил на исторический факультет МГУ, который окончил в 1959 г. Отличник аспирантуры ИВ АН СССР (1959—1962 гг.), отмеченный Ленинской стипендией. Был оставлен научным сотрудником Отдела Древнего Востока Института, где проработал до смерти.
Основные научные интересы Е. Н. Максимова были направлены на изучение мифологии и религии древнего Египта и выяснение взаимосвязей древнеегипетской мифологии с гностическими учениями первых веков н. э. В 1967 г. Е. Н. Максимов защитил диссертацию на соискание ученой степени кандидата филологических наук на тему «Папирус 1115 из собрания Государственного Эрмитажа (Сказка о потерпевшем кораблекрушение)». Монография «Влияние древнеегипетской религиозной литературы на гносис» (1969), подготовленная автором в качестве докторской диссертации, остаётся неопубликованной. В последние годы жизни работал над пособием по изучению древнеегипетского языка.

## Труды
Статьи:
- Максимов Е. Н. Папирус 1115 из собрания Государственного Эрмитажа и надпись царицы Хатшепсут в Дейр-эль-Бахри (изучение лексики папируса). // Краткие сообщения Института народов Азии АН СССР. – 1962. – № 46. – С. 148–158.
- Максимов Е. Н. Древнеегипетская мифология и религия. // Советская историческая энциклопедия. Т. 5. – М., 1964. –  С. 350–354.
- Максимов Е. Н. Папирус № 1115 из собрания Государственного Эрмитажа (перевод и некоторые замечания). // Древний Египет и древняя Африка. – М., 1967.[2] – С. 94–106.
- Максимов Е. Н. Образ Христофора Кинокефала (опыт сравнительно-мифологического исследования). // Древний Восток. Сб. 1. – М., 1975. – С. 76–88.
- Максимов Е. Н. Древнеегипетская гелиопольская космогоническая система (опыт моделирования). // Тутанхамон и его время. – М., 1976. – С. 119–128.
- Максимов Е. Н. О взаимоотношении религии и фольклора на примере образа волшебного змея из «Сказки о потерпевшем кораблекрушение». // Древний Восток. Сб. 2. – М., 1980. – С. 120–126.
- Максимов Е. Н. Древнеегипетская гелиопольская космогоническая система (опыт моделирования) Москва – 1974 г. // Контекст литературно-теоретические исследования – 1994, 1995. – М.: Наследие, 1996. – С. 436–448. (полный авторский текст статьи)